# Archidiecezja Palembang
Archidiecezja Palembang (łac. Archidioecesis Palembangensis) – rzymskokatolicka archidiecezja ze stolicą w Palembangu w Indonezji, wchodząca w skład Metropolii Palembang. Siedziba arcybiskupa znajduje się w katedrze Najświętszej Maryi Panny w Palembangu.

## Historia
- Archidiecezja Palembang powstała w dniu 27 grudnia 1923 jako prefektura apostolska Benkoelen. W dniu 13 czerwca 1939 roku zmieniono nazwę na wikariat apostolski Palembang. W dniu 3 stycznia 1961 roku wikariat został podniesiony do rangi diecezji. W dniu 1 lipca 2003 roku diecezja została podniesiona do rangi archidiecezji.

## Biskupi
- ordynariusz: abp Yohanes Harun Yuwono

## Podział administracyjny
W skład archidiecezji Palembang wchodzi 26 parafii

## Główne świątynie
- Katedra: Katedra Najświętszej Maryi Panny w Palembangu